# چرو تانارو
چرو تانارو (به ایتالیایی: Cerro Tanaro) یک کومونه در ایتالیا است که در استان آسته واقع شده‌است.

## خصوصیات
چرو تانارو ۴٫۷ کیلومترمربع مساحت و ۶۴۸ نفر جمعیت دارد و ۱۰۹ متر بالاتر از سطح دریا واقع شده‌است.